# Martin II Goupy
Pour les articles homonymes, voir Goupy.
Martin II Goupy est un architecte et entrepreneur en bâtiment français du XVIIIe siècle né avant 1756 et décédé le 22 mars 1820.

## Biographie
Fils aîné de Jacques Goupy (†1756), architecte, et de Françoise Planson, Martin Goupy était le cousin germain de l'architecte Claude-Martin Goupy et le neveu de l'architecte Martin I Goupy.
Il fut architecte du duc de Penthièvre, peut-être par l'intermédiaire de son beau-frère, Toussaint Jean-Baptiste Hubert, apothicaire de ce prince. Il travailla pour lui à Paris, Armainvilliers et à Sceaux.

## Réalisations et principaux projets
- Hôtel de Toulouse, rue La Vrillière, Paris (1er arrondissement) : Restauration de la Galerie dorée (avec le peintre Vien) pour le duc de Penthièvre.
- Château de Sceaux, Sceaux (Hauts-de-Seine) : Le bâtiment de l'intendance, construit par Goupy pour le duc de Penthièvre, a été conservé.
- Château de Rambouillet, Rambouillet (Yvelines), 1779 : La chaumière aux coquillages, construite pour la belle-fille du duc de Penthièvre, la princesse de Lamballe, est parfois attribuée à Martin Goupy[1], parfois à Jean-Baptiste Paindebled[2]. Cet ermitage au milieu d'un jardin à l'anglaise est significatif de l'engouement pour le pittoresque campagnard qui se développe à partir de 1760 et dont attestera également le hameau de la Reine à Versailles.
- Château de Combreux, Tournan-en-Brie (Seine-et-Marne), vers 1770, construit pour Louis de Jaucourt (1726-1813), premier gentilhomme du prince de Condé.

### Sources
- Hervé Collet, « Claude Goupy, architecte et seigneur du fief de Meaux à Eaubonne » [archive du 20 octobre 2007], sur www.colletherve.com, janvier 2007 (consulté le 2 mars 2010)
- Michel Gallet, Les Architectes parisiens du XVIIIe siècle : Dictionnaire biographique et critique, Paris, Éditions Mengès, 1995, 494 p. (ISBN 2-85620-370-1)
- « Généalogie Goupy », sur www.genea-bdf.org (consulté le 1er mars 2010)